# Alice Crary
 (novembre 2021).
La mise en forme du texte ne suit pas les recommandations de Wikipédia : il faut le « wikifier ».
Les points d'amélioration suivants sont les cas les plus fréquents. Le détail des points à revoir est peut-être précisé sur la page de discussion.
- Les titres sont pré-formatés par le logiciel. Ils ne sont ni en capitales, ni en gras.
- Le texte ne doit pas être écrit en capitales (les noms de famille non plus), ni en gras, ni en italique, ni en « petit »…
- Le gras n'est utilisé que pour surligner le titre de l'article dans l'introduction, une seule fois.
- L'italique est rarement utilisé : mots en langue étrangère, titres d'œuvres, noms de bateaux, etc.
- Les citations ne sont pas en italique mais en corps de texte normal. Elles sont entourées par des guillemets français : « et ».
- Les listes à puces sont à éviter, des paragraphes rédigés étant largement préférés. Les tableaux sont à réserver à la présentation de données structurées (résultats, etc.).
- Les appels de note de bas de page (petits chiffres en exposant, introduits par l'outil «  Source ») sont à placer entre la fin de phrase et le point final[comme ça].
- Les liens internes (vers d'autres articles de Wikipédia) sont à choisir avec parcimonie. Créez des liens vers des articles approfondissant le sujet. Les termes génériques sans rapport avec le sujet sont à éviter, ainsi que les répétitions de liens vers un même terme.
- Les liens externes sont à placer uniquement dans une section « Liens externes », à la fin de l'article. Ces liens sont à choisir avec parcimonie suivant les règles définies. Si un lien sert de source à l'article, son insertion dans le texte est à faire par les notes de bas de page.
- La présentation des références doit suivre les conventions bibliographiques. Il est recommandé d'utiliser les modèles {{Ouvrage}}, {{Chapitre}}, {{Article}}, {{Lien web}} et/ou {{Bibliographie}}. Le mode d'édition visuel peut mettre en forme automatiquement les références.
- Insérer une infobox (cadre d'informations à droite) n'est pas obligatoire pour parachever la mise en page.

Pour une aide détaillée, merci de consulter Aide:Wikification.
Si vous pensez que ces points ont été résolus, vous pouvez retirer ce bandeau et améliorer la mise en forme d'un autre article.
Alice Crary ( /k r ɛər i /, née le 1er septembre 1967) est une philosophe américaine qui occupe actuellement les postes de professeur distingué à The Graduate Faculty, The New School for Social Research (en) à New York et chercheur invité au College Park de Regent, Université d'Oxford, Royaume-Uni (où elle a été professeur de philosophie 2018-19). Crary a été nommé l'un des trois professeurs « les plus inspirants » de la New School, surtout pour « un travail novateur... en tant que président pour favoriser une plus grande inclusion parmi les populations traditionnellement sous-représentées en philosophie ».
Crary a contribué à des activités éducatives internationales axées sur l'intersection de la philosophie avec la théorie critique et la philosophie politique. Il s'agit notamment d'ateliers d'été de philosophie à l'Université Humboldt de Berlin, du Centre transrégional d'études démocratiques/New School for Social Research Europe Democracy and Diversity Institute à Wrocław et de la Kritische Theorie à Berlin Critical Theory Summer School (Progress, Regression, and Social Change) à Berlin qu'elle a co-organisé avec Rahel Jaeggi.

## Travail philosophique
Les contributions de Crary à la philosophie se concentrent sur la philosophie morale, le féminisme et l'érudition de Wittgenstein. Cependant, elle a spécifiquement écrit sur des sujets tels que le handicap cognitif, la théorie critique, la propagande, la cognition animale non humaine et la philosophie de la littérature et du récit. Sa pensée est particulièrement influencée par Cora Diamond, John McDowell, Stanley Cavell, Hilary Putnam, bell hooks, Kimberlé Crenshaw, Charles W. Mills et Peter Winch.

## Voir également
- Philosophie américaine
- Liste des philosophes américains